# Londrina Aeroporto
Londrina Aeroporto är en flygplats i Brasilien.   Den ligger i kommunen Londrina och delstaten Paraná, i den södra delen av landet, 900 km söder om huvudstaden Brasília. Londrina Aeroporto ligger 569 meter över havet.
Terrängen runt Londrina Aeroporto är huvudsakligen lite kuperad. Londrina Aeroporto ligger uppe på en höjd. Runt Londrina Aeroporto är det tätbefolkat, med 790 invånare per kvadratkilometer.. Närmaste större samhälle är Londrina, 4,2 km nordväst om Londrina Aeroporto.
Omgivningarna runt Londrina Aeroporto är en mosaik av jordbruksmark och naturlig växtlighet.